# Jan Kodeš
Jan Kodeš (født 1. marts 1946 i Prag, Tjekkoslovakiet) er en tennisspiller fra Tjekkiet. Han var en af verdens bedste mandlige tennisspillere i 1970'erne og vandt i løbet af sin karriere tre grand slam-titler i herresingle: French Open i 1970 og 1971 samt Wimbledon-mesterskabet i 1973. Han var en del af det tjekkoslovakiske hold, der i 1975 tabte Davis Cup-finalen til Sverige.
Han vandt 9 ATP-turneringer i single, og 17 ATP-doubletitler.
Kodeš opnåede sin bedste placering som nr. 5 på ATP's verdensrangliste i herresingle den 13. september 1973, og på doubleranglisten var han som bedst nr. 12 den 21. maj 1976.
Han blev i 1990 valgt ind i International Tennis Hall of Fame.